# لوهانکا
لوهانْکا (به فنلاندی: Luhanka) یک منطقهٔ مسکونی در فنلاند است که در فنلاند مرکزی واقع شده‌است.